# Висолаје
Висолаје (слч. Visolaje) насељено је мјесто са административним статусом сеоске општине (слч. obec) у округу Пухов, у Тренчинском крају, Словачка Република.

## Становништво
| Година:    | 1994. | 2004.   | 2014.   | 2024.   |
| ---------- | ----- | ------- | ------- | ------- |
| Број људи: | 908   | 947     | 911     | 960     |
| Разлика:   |       | +4,29 % | -3,80 % | +5,37 % |

| Година:    | 2023. | 2024.   |
| ---------- | ----- | ------- |
| Број људи: | 981   | 960     |
| Разлика:   |       | -2,14 % |

Према подацима о броју становника из 2024. године насеље је имало 960 становника.